# Filantropía y compromisos sociales de Rafael Nadal

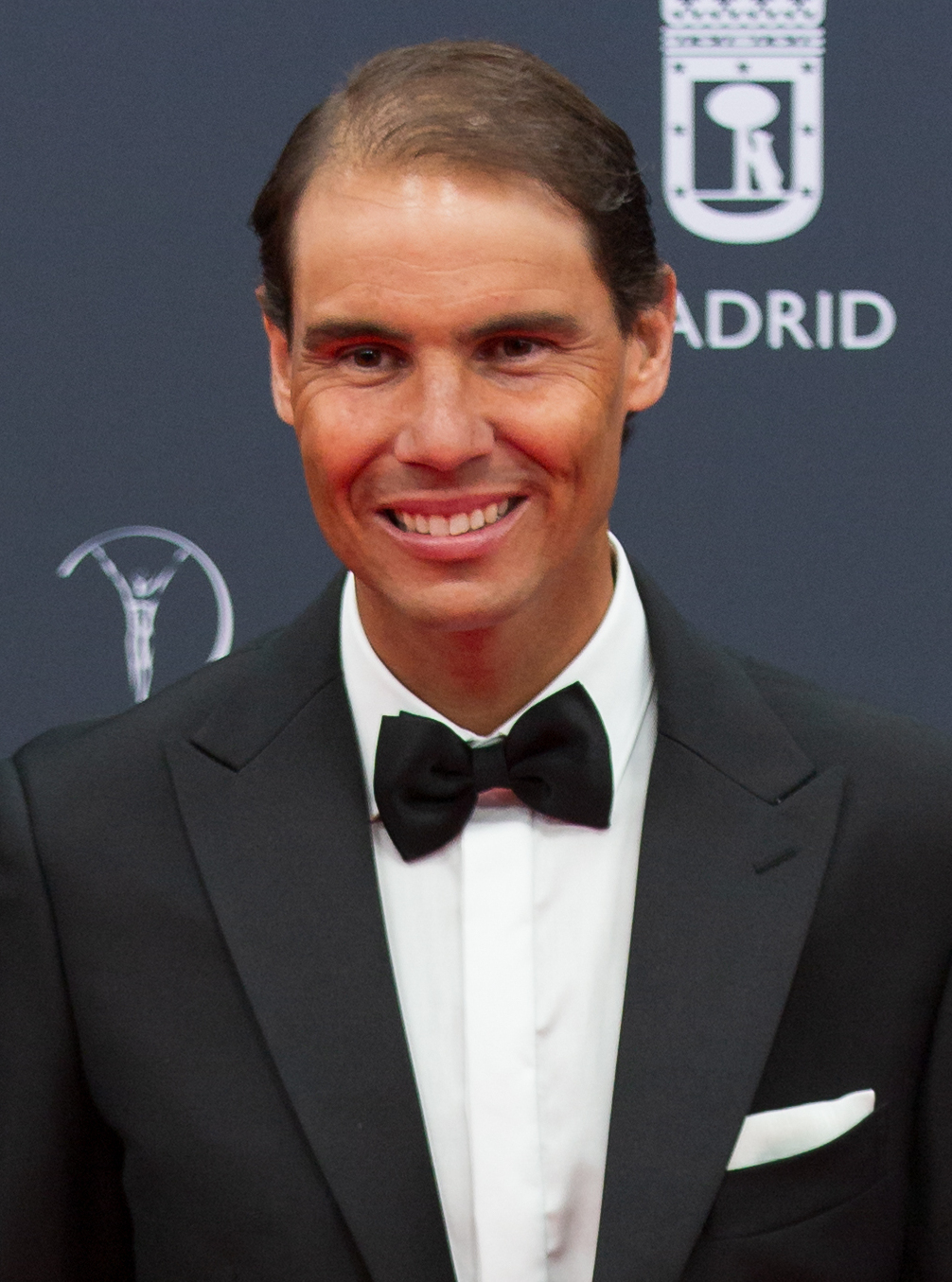
Rafael Nadal en 2024.

Rafael Nadal, reconocido tenista profesional, ha demostrado un compromiso excepcional con la filantropía y el impacto social a lo largo de su carrera. A continuación, se destacan sus principales iniciativas:

## Hit for Haití
En marzo de 2010, Rafael Nadal y Roger Federer convencieron a Pete Sampras y Andre Agassi para organizar y participar en un partido benéfico para las víctimas del terremoto de Haití ocurrido semanas antes, logrando recaudar un millón de dólares estadounidenses en un día.
No solo eso, el tenista mallorquín siguió demostrado una vez más su compromiso social al sumarse a la campaña solidaria ‘Haití, No Te Olvidamos’, impulsada por la Fundación Real Mallorca. Nadal donó una raqueta para un sorteo benéfico que se celebró durante el partido solidario entre el RCD Mallorca y el FC Barcelona el 27 de marzo de 2010.

## Partido por África
En el espacio de tan sólo dos días Rafael Nadal y Roger Federer realizaron dos partidos, uno el 21 de diciembre de 2010 en el Hallenstadion de Zúrich, Suiza, y el otro en la Caja Mágica de Madrid, al día siguiente. Los beneficios fueron a la financiación de la escolarización, el transporte y la alimentación de los niños en África.

Match for Africa

Los partidos recaudaron casi 4 millones de dólares. Cada partido ha recaudado más de un millón de dólares en apoyo de programas educativos y deportivos para niños en África. El primer Partido por África se celebró Suiza con Federer contra su mayor rival y amigo, Rafael Nadal . También se emparejó con otro partido de exhibición benéfica jugado en la España natal de Nadal y titulado Uniendo fuerzas en beneficio de los niños. A partir del Partido por África 4, los jugadores también participaron en un partido de dobles en el que cada uno se asoció con una celebridad. La edición de 2020, disputada por Federer y Nadal en el Estadio de Ciudad del Cabo, atrajo a 51.954 espectadores, estableciendo el récord de mayor asistencia a un partido de tenis.

## Donación histórica contra el COVID-19 para Cruz Roja
En marzo de 2020, tras el comienzo inmediato de la pandemia de COVID-19, Rafael Nadal y su amigo Pau Gasol organizaron la campaña #NuestraMejorVictoria para Cruz Roja, logrando la mayor recaudación de dinero del deporte europeo y reuniendo 11 millones de euros para la atención de 1.350.000 de personas afectadas, invirtiéndose en material médico, infraestructuras y las familias más vulnerables.
Cruz Roja agradeció el acto solidario: "Rafa Nadal y Pau Gasol han puesto el corazón desde el principio".
En abril de 2020, participó en la campaña #LaMejorAsistencia de la ACB para Cruz Roja, poniendo el artículo de mayor valor en la subasta, la camiseta que utilizó en la final Roland Garros 2019, adquirida por 20.500€.

## Fundación Rafa Nadal
Rafael Nadal creó en 2007 y presentó en febrero de 2008 la Fundación Rafa Nadal, con los objetivos principales de atender a jóvenes con discapacidad intelectual, la integración social de menores vulnerables y la promoción del talento deportivo.
La fundación ha establecido varios programas clave, como el proyecto NETS (Nadal Educational Tennis School) en Anantapur, India, donde se combina la enseñanza del tenis con la educación académica, logrando la escolarización de 1.700 niños y niñas vulnerables en Anantapur.
La Fundación se ha adscrito a la Declaración sobre la eliminación de la violencia contra la mujer de las Naciones Unidas de 1993, llevando programas de lucha frente a la desigualdad y violencia de género contra mujeres y niñas. Así mismo, ha implantado agendas contra la desigualdad y estigmatización de la discapacidad; la defensa de la justicia social; la lucha contra el acoso escolar; y los derechos de la infancia.
En 2024, la Fundación Rafa Nadal fue galardonada con el Premio Laureus Sport for Good, reconociendo su labor en la transformación social a través del deporte. Este premio destaca el impacto de la fundación en la vida de más de 8000 jóvenes en situación de extrema vulnerabilidad.

## Ayuda humanitaria a Ucrania durante la invasión
Junto a Iga Swiatek y Coco Gauff realizó un partido benéfico en Estados Unidos para beneficiar los esfuerzos humanitarios en Ucrania el 25 de agosto de 2022, y se recaudaron más de 1,2 millones de dólares.
En 2023, participó junto a la tenista ucraniana Marta Kostyuk en el Tennis Plays for Peace of Ukraine celebrado en Australia, recaudando 2 millones de dólares.
Tras el comienzo de la invasión, realizó una recogida de alimentos y envió toneladas de víveres al país, especialmente para la infancia: "latas de conserva, botes de garbanzos, lentejas, judías ya hervidas o tomate frito, leche condensada y en polvo comida para bebés como potitos y alimentos infantiles  envasados en tarros de cristal herméticamente cerrados. La infancia es uno de los colectivos que más sufre esta situación de necesidad por su especial condición de vulnerabilidad".

## Rechazo y crítica de los vuelos pagados por el Estado a deportistas
El 11 de septiembre de 2013, Rafa Nadal renunció a viajar en los aviones pagados por el Estado a deportistas para disputar torneos de selecciones, y afirmó:  "No es momento de que el Estado nos pague un avión. Tal y como está el país no creo que sea el momento de pagar los viajes". Sin embargo, otros deportistas de las selecciones de baloncesto y fútbol se opusieron a la propuesta y continuaron utilizando los vuelos del Estado.

## Promoción de tenistas de países vulnerables
De su academia y fundación han surgido gran parte de los jugadores de tenis originarios de países vulnerables, como Abdullah Shelbayh, el primer tenista jordano-palestino en ganar un Challenger Tour, Alexandra Eala, la primera filipina en ganar un Grand Slam junior, la india Maaya Rajeshwaran, la primera jugadora de 2009 en llegar a semifinales de un WTA, o Yara Alhogbani, la primera mujer saudí en ganar un torneo profesional, un hito político de escala global.

## Inundaciones en Mallorca
Tras las catastróficas inundaciones del 9 de octubre de 2018 en Mallorca, que dejaron 13 muertos en la isla, Rafael Nadal abrió su academia de tenis para acoger a las víctimas, y tanto él como sus estudiantes manifestaron su solidaridad con los afectados. Al día siguiente de las inundaciones, trabajó personalmente junto a algunos amigos en las labores de limpieza de la ciudad más afectada, a pesar de que en esos momentos se estaba recuperando de la lesión que le había obligado a retirarse muy recientemente de las semifinales del Abierto de Estados Unidos.
Poco después, Nadal donó un millón de euros a los afectados por las inundaciones. El Ayuntamiento de San Lorenzo del Cardezar, el pueblo arrasado por las inundaciones, expresó su agradecimiento al tenista.

### 5x Premios a la Deportividad Stefan Edberg
Rafa Nadal es el jugador con más Premios a la Deportividad Stefan Edberg de la ATP, obteniendo 5. El galardón se otorga anualmente al tenista más comprometido con los valores del deporte y el respeto y apoyo al resto de jugadores del circuito.

## Premio Arthur Ashe Humanitario
En 2011, fue galardonado con el Premio Arthur Ashe Humanitario por sus obras de caridad y humanitarias en todo el mundo,y en reconocimiento a la labor que realiza a través de la Fundación que lleva su nombre, una entidad que ofrece programas de educación para jóvenes con riesgo de exclusión social, utilizando el deporte como herramienta de desarrollo personal y de integración.